# Shangen (köpinghuvudort i Kina, Hainan Sheng, lat 18,97, long 110,48)
Shangen är en köpinghuvudort i Kina. Den ligger i provinsen Hainan, i den södra delen av landet, omkring 120 kilometer söder om provinshuvudstaden Haikou. Antalet invånare är 11 691. Befolkningen består av 5 632 kvinnor och 6 059 män. Barn under 15 år utgör 21,0 %, vuxna 15-64 år 69 %, och äldre över 65 år 9,0 %.
Närmaste större samhälle är Hele, 7,6 km söder om Shangen. 
Genomsnittlig årsnederbörd är 2 462 millimeter. Den regnigaste månaden är september, med i genomsnitt 399 mm nederbörd, och den torraste är januari, med 38 mm nederbörd.